# Prescrizione di aeronavigabilità
La prescrizione di aeronavigabilità (PA), o Airworthiness Directive (AD) in inglese internazionale, è una notifica tecnica riguardante parti, procedure di impiego o componenti necessari per il mantenimento dell'aeronavigabilità di un aeromobile. Tali notifiche vengono direttamente emesse dagli enti governativi nazionali che presiedono al controllo dell'aviazione civile.
La prescrizione di aeronavigabilità costituisce un obbligo di condurre ispezioni, sostituzioni, modifiche, limitazioni o procedure di impiego su parti o pertinenze ritenute pericolose, soggette a malfunzionamenti o rotture, tali da pregiudicare lo stato di aeronavigabilità dell'aeromobile. La PA/AD  fornisce tutti i dati per individuare e condurre le operazioni prescritte sul componente in oggetto (costruttore, tipo, numero di serie ed altro) e la scadenza entro cui tali lavori debbano essere eseguiti. In casi di particolare gravità la prescrizione di aeronavigabilità deve essere immediatamente applicata (EAD  - Emergency Airworthiness Directive) senza alcuna scadenza a posteriori. In tal caso la fraseologia indicata nella prescrizione di emergenza riporta la dizione before next flight.
Una volta che i controlli e le ispezioni previste dalla PA siano stati eseguiti (la PA è stata cioè applicata) questa viene registrata sul libretto dell'aeromobile dal personale tecnico autorizzato, per certificare l'avvenuta esecuzione dell'intervento prescritto.
Le PA/AD vengono continuamente emesse su aeromobili e loro componenti qualora emerga, durante il servizio dello stesso aeromobile, possibili avarie o inefficienze che possono in qualche modo compromettere la sicurezza del volo. E anche da segnalare il fatto che molte PA/AD sono state emesse a seguito di interventi ispettivi eseguiti a seguito di incidenti, anche molto gravi, che hanno messo in luce l'avaria tecnica non correttamente individuata tempestivamente. 
Talvolta è lo stesso costruttore dell'aeromobile o parte di esso che mette al corrente l'agenzia aeronautica preposta, dopo aver autonomamente rilevato una qualsiasi problematica sui propri prodotti tale da giustificare l'emissione di una PA al fine di mantenere la sicurezza.
Le PA/AD fanno riferimento a componentistiche ritenute difettose (errori di progettazione o costruzione) che devono essere riparate o radicalmente sostituite. In altri casi le PA/AD impongono invece limitazioni operative (inviluppo di volo) relativo a certi aeromobili.
Capitolo particolarmente critico di pertinenza delle PA/AD è anche il monitoraggio e la segnalazioni di possibili parti aeronautiche revisionate, riparate o immesse sul mercato come nuove ma in realtà di dubbia provenienza e sospettate come assolutamente inadeguate o addirittura pericolose. È il caso di quei componenti che nel gergo aeronautico internazionale vengono definite bogus parts" cioè parti non approvate ma in realtà manomesse e cartellinate con certificati falsificati. In Italia la stampa ha più volte definito queste parti con l'espressione colorita "pezzi taroccati".
L'incessante ricerca delle aziende senza scrupoli che vendono queste parti,  viene direttamente segnalata tramite la pubblica emissione di una PA/AD che rende noto a tutti gli operatori dell'effettiva presenza sul mercato di pezzi non conformi. In tal caso si identifica il nome della società corrotta, la tipologia di parti e i relativi numeri di serie in modo che gli operatori e i tecnici interessati possano verificare se sui propri aeromobili e nei propri magazzini si trovano certi componenti che devono essere immediatamente rimossi dal servizio.
In Italia l'ente governativo che emette le prescrizioni di aeronavigabilità è, dal 2003, l'Agenzia europea per la sicurezza aerea (EASA) o, in casi specifici, l'Ente Nazionale per l'Aviazione Civile (ENAC) e tutti gli enti nazionali riconosciuti degli stati di origine del detentore del certificato di tipo del prodotto aeronautico, salvo differente decisione dell'EASA.